# Schwedentest
Als Schwedentest wird ein Pendelschlagtest nach RF 11-01-07 bezeichnet, der für alle Lastkraftwagen gefordert wird, die in den skandinavischen Ländern in Betrieb genommen werden. Dabei wird die Rigidität des Fahrerhauses  ermittelt. Das Dach des Fahrerhauses wird gleichmäßig mit einer vertikalen Last von 15 t belastet. Ein Tonnenpendel mit einem Gewicht von 1,4 t und einer Geschwindigkeit von 25 km/h trifft auf die A-Säule. Ein weiteres Gewicht mit 1,3 t und 25 km/h schlägt auf die Rückwand. Prüfungsrelevant ist der zur Verfügung stehende, überlebenswichtige Freiraum für Fahrer und Beifahrer.